# محمد خان (سياسي)
محمد خان هو منافس ألعاب قوى وسياسي أفغاني، ولد في 1 مايو 1911.

## روابط خارجية
- محمد خان على موقع الاتحاد الدولي لألعاب القوى (الإنجليزية)
- محمد خان على موقع أوليمبيديا (الإنجليزية)